# Premio Lope de Vega
El Premio Lope de Vega es un galardón que otorga cada año el Ayuntamiento de Madrid a una obra de teatro de un autor o autores. Tiene su origen en un premio convocado en 1932 por el Ayuntamiento de Madrid con el objetivo de elegir el mejor texto dramático escrito en verso. Con el tiempo este galardón pasó a llamarse el "Premio Lope de Vega de Teatro" y ha venido cumpliendo un papel muy relevante en el patrimonio teatral español.
En 2006, la Asociación de Directores de Escena de España (ADE) y la Concejalía de las Artes del Ayuntamiento de Madrid, comienzan a editar una serie de 88 volúmenes con las obras premiadas hasta la fecha, así como las biografías de sus autores; y aquellas obras que merecieron un accésit o una mención especial del jurado.
En la siguiente tabla se muestra los ganadores junto a su obra premiada así como los años en que este no se convocó o resultó desierto.
| |                                                    |                                                |
| \| Año \| Obra \| Autor \| \| ------- \| -------------------------------------------------- \| ---------------------------------------------- \| \| 1932 \| Leonor de Aquitania \| Joaquín Dicenta \| \| 1933 \| La sirena varada \| Alejandro Casona \| \| 1934 \| Una tarde en la Boca del Asno o la boda de la Sole \| Antonio Asenjo y Ángel Torres del Álamo \| \| 1935[1] \| ----- \| ----- \| \| 1936[1] \| ----- \| ----- \| \| 1937[1] \| ----- \| ----- \| \| 1938[1] \| ----- \| ----- \| \| 1939[1] \| ----- \| ----- \| \| 1940[1] \| ----- \| ----- \| \| 1941[1] \| ----- \| ----- \| \| 1942[1] \| El As de Abomi \| Sr Abomi i lo Nart \| \| 1943[1] \| ----- \| ----- \| \| 1944[1] \| ----- \| ----- \| \| 1945[1] \| ----- \| ----- \| \| 1946[1] \| ----- \| ----- \| \| 1947[1] \| ----- \| ----- \| \| 1949 \| Historia de una escalera \| Antonio Buero Vallejo \| \| 1949 \| La noche no se acaba \| Faustino González-Aller y Aguila Pedro Khalifa \| \| 1950 \| Condenados \| José Suárez Carreño \| \| 1951[1] \| ----- \| ----- \| \| 1952 \| Murió hace quince años \| José Antonio Giménez-Arnau \| \| 1953 \| El hogar invadido \| Julio Trenas \| \| 1954 \| Media hora antes \| Luis Delgado Benavente \| \| 1955[1] \| ----- \| ----- \| \| 1956 \| Nuestro fantasma \| Jaime de Armiñán \| \| 1957 \| La galera \| Emilio Hernández Pino \| \| 1958 \| El teatrito de don Ramón \| José Martín Recuerda \| \| 1959 \| Desierto \| Desierto \| \| 1960 \| Desierto \| Desierto \| \| 1961 \| Desierto \| Desierto \| \| 1962 \| Desierto \| Desierto \| \| 1963 \| Epitafio para un soñador \| Adolfo Prego de Oliver \| \| 1964 \| Desierto \| Desierto \| \| 1965 \| Desierto \| Desierto \| \| 1966 \| Desierto \| Desierto \| \| 1967 \| Te espero ayer \| Manuel Pombo Angulo \| \| 1968 \| Los niños \| Diego Salvador Blanes \| \| 1969 \| Proceso a un régimen \| Luis Emilio Calvo Sotelo \| \| 1970 \| Tal vez un prodigio \| Rodolfo Hernández \| \| 1971 \| Solos en la tierra \| Manuel Alonso Alcalde \| \| 1972 \| El edicto de gracia \| José María Camps \| \| 1973 \| 7.000 gallinas y un camello \| Jesús Campos García \| \| 1974 \| De san Pascual a san Gil \| Domingo Miras \| \| 1975 \| El Engañao \| José Martín Recuerda \| \| 1976 \| El desguace \| Alfonso Vallejo \| \| 1977 \| Las bicicletas son para el verano \| Fernando Fernán Gómez \| \| 1978 \| Desierto \| Desierto \| \| 1979 \| Dios está lejos \| Marcial Suárez Fernández \| \| 1980 \| Los despojos del invicto señor \| Lorenzo Fernández Carranza \| \| 1981 \| Ederra \| Ignacio Amestoy \| \| 1982 \| Desierto \| Desierto \| \| 1983 \| Hay que deshacer la casa \| Sebastián Junyent Rodríguez \| \| 1984 \| Desierto \| Desierto \| \| 1985 \| Desierto \| Desierto \| \| 1986 \| La carta magna \| Edilberto García Amat \| \| 1987 \| Desierto \| Desierto \| \| 1988 \| Desierto \| Desierto \| \| 1989 \| La venganza de Pizarro \| Juan Nart Escoda \| \| 1990 \| Desierto \| Desierto \| \| 1991 \| Trueno en la sepultura \| Francisco Javier Prada \| \| 1992 \| Desierto \| Desierto \| \| 1993 \| Picospardo's \| Javier García-Mauriño Múzquiz \| \| 1994 \| No faltéis esta noche \| Santiago Martín Bermúdez \| \| 1995 \| En el hoyo de las agujas \| José Luis Miranda Roldán \| \| 1996 \| Abomi se acerca \| Tomás Duch Bertó \| \| 1997 \| Los engranajes \| Raúl Hernández Garrido \| \| 1998 \| Cuarto frío \| Tania Cárdenas Paulsen \| \| 1999 \| Eterno retorno \| Luis Miguel González Cruz \| \| 2000 \| El águila y la niebla \| Narciso Ibáñez Serrador \| \| 2001 \| Chocolate para desayunar \| Ignacio Amestoy \| \| 2002 \| Armengol \| Miguel Murillo \| \| 2003 \| Nina \| José Ramón Fernández Domínguez \| \| 2004 \| Último verano en el paraíso \| Jesús Carazo \| \| 2005 \| Demasiado humano (Los últimos días de Nietzsche) \| Jaime Romo \| \| 2006 \| Desierto \| Desierto \| \| 2007 \| La charca inútil \| David Desola \| \| 2008 \| Y mi voz quemadura \| Alberto de Casso \| \| 2009 \| Bagdad, ciudad del miedo \| César López Llera \| \| 2010 \| Cuchillos de papel (En un rincón de la fortuna) \| Jorge Márquez \| \| 2011 \| 20604 Europa \| Marisa Esteban González \| \| 2012[1] \| ----- \| ----- \| \| 2013 \| Shakespeare nunca estuvo aquí \| Yolanda García Serrano y Juan Carlos Rubio \| \| 2014 \| Muladar \| Pablo Remón Magaña y Daniel Remón Magaña \| \| 2015 \| Fascinación \| Helena Tornero \| \| 2016 \| Furiosa Escandinavia \| Antonio Rojano \| \| 2017 \| Los otros \| Borja Ortiz de Gondra[2] \| \| 2018 \| Lo inevitable \| José Luis Busto González \| \| 2019 \| Budapest, un silencio atronador \| Víctor Iriarte \| \| 2020 \| ----- \| ----- \| \| 2021 \| Impunidad \| Paco Gámez[3] \| \| 2022 \| La Protagonista \| Mélanie Werder Avilés[4][5] \| |                                                    |                                                |
| Año | Obra                                               | Autor                                          |
| 1932 | Leonor de Aquitania                                | Joaquín Dicenta                                |
| 1933 | La sirena varada                                   | Alejandro Casona                               |
| 1934 | Una tarde en la Boca del Asno o la boda de la Sole | Antonio Asenjo y Ángel Torres del Álamo        |
| 1935 | -----                                              | -----                                          |
| 1936 | -----                                              | -----                                          |
| 1937 | -----                                              | -----                                          |
| 1938 | -----                                              | -----                                          |
| 1939 | -----                                              | -----                                          |
| 1940 | -----                                              | -----                                          |
| 1941 | -----                                              | -----                                          |
| 1942 | El As de Abomi                                     | Sr Abomi i lo Nart                             |
| 1943 | -----                                              | -----                                          |
| 1944 | -----                                              | -----                                          |
| 1945 | -----                                              | -----                                          |
| 1946 | -----                                              | -----                                          |
| 1947 | -----                                              | -----                                          |
| 1949 | Historia de una escalera                           | Antonio Buero Vallejo                          |
| 1949 | La noche no se acaba                               | Faustino González-Aller y Aguila Pedro Khalifa |
| 1950 | Condenados                                         | José Suárez Carreño                            |
| 1951 | -----                                              | -----                                          |
| 1952 | Murió hace quince años                             | José Antonio Giménez-Arnau                     |
| 1953 | El hogar invadido                                  | Julio Trenas                                   |
| 1954 | Media hora antes                                   | Luis Delgado Benavente                         |
| 1955 | -----                                              | -----                                          |
| 1956 | Nuestro fantasma                                   | Jaime de Armiñán                               |
| 1957 | La galera                                          | Emilio Hernández Pino                          |
| 1958 | El teatrito de don Ramón                           | José Martín Recuerda                           |
| 1959 | Desierto                                           | Desierto                                       |
| 1960 | Desierto                                           | Desierto                                       |
| 1961 | Desierto                                           | Desierto                                       |
| 1962 | Desierto                                           | Desierto                                       |
| 1963 | Epitafio para un soñador                           | Adolfo Prego de Oliver                         |
| 1964 | Desierto                                           | Desierto                                       |
| 1965 | Desierto                                           | Desierto                                       |
| 1966 | Desierto                                           | Desierto                                       |
| 1967 | Te espero ayer                                     | Manuel Pombo Angulo                            |
| 1968 | Los niños                                          | Diego Salvador Blanes                          |
| 1969 | Proceso a un régimen                               | Luis Emilio Calvo Sotelo                       |
| 1970 | Tal vez un prodigio                                | Rodolfo Hernández                              |
| 1971 | Solos en la tierra                                 | Manuel Alonso Alcalde                          |
| 1972 | El edicto de gracia                                | José María Camps                               |
| 1973 | 7.000 gallinas y un camello                        | Jesús Campos García                            |
| 1974 | De san Pascual a san Gil                           | Domingo Miras                                  |
| 1975 | El Engañao                                         | José Martín Recuerda                           |
| 1976 | El desguace                                        | Alfonso Vallejo                                |
| 1977 | Las bicicletas son para el verano                  | Fernando Fernán Gómez                          |
| 1978 | Desierto                                           | Desierto                                       |
| 1979 | Dios está lejos                                    | Marcial Suárez Fernández                       |
| 1980 | Los despojos del invicto señor                     | Lorenzo Fernández Carranza                     |
| 1981 | Ederra                                             | Ignacio Amestoy                                |
| 1982 | Desierto                                           | Desierto                                       |
| 1983 | Hay que deshacer la casa                           | Sebastián Junyent Rodríguez                    |
| 1984 | Desierto                                           | Desierto                                       |
| 1985 | Desierto                                           | Desierto                                       |
| 1986 | La carta magna                                     | Edilberto García Amat                          |
| 1987 | Desierto                                           | Desierto                                       |
| 1988 | Desierto                                           | Desierto                                       |
| 1989 | La venganza de Pizarro                             | Juan Nart Escoda                               |
| 1990 | Desierto                                           | Desierto                                       |
| 1991 | Trueno en la sepultura                             | Francisco Javier Prada                         |
| 1992 | Desierto                                           | Desierto                                       |
| 1993 | Picospardo's                                       | Javier García-Mauriño Múzquiz                  |
| 1994 | No faltéis esta noche                              | Santiago Martín Bermúdez                       |
| 1995 | En el hoyo de las agujas                           | José Luis Miranda Roldán                       |
| 1996 | Abomi se acerca                                    | Tomás Duch Bertó                               |
| 1997 | Los engranajes                                     | Raúl Hernández Garrido                         |
| 1998 | Cuarto frío                                        | Tania Cárdenas Paulsen                         |
| 1999 | Eterno retorno                                     | Luis Miguel González Cruz                      |
| 2000 | El águila y la niebla                              | Narciso Ibáñez Serrador                        |
| 2001 | Chocolate para desayunar                           | Ignacio Amestoy                                |
| 2002 | Armengol                                           | Miguel Murillo                                 |
| 2003 | Nina                                               | José Ramón Fernández Domínguez                 |
| 2004 | Último verano en el paraíso                        | Jesús Carazo                                   |
| 2005 | Demasiado humano (Los últimos días de Nietzsche)   | Jaime Romo                                     |
| 2006 | Desierto                                           | Desierto                                       |
| 2007 | La charca inútil                                   | David Desola                                   |
| 2008 | Y mi voz quemadura                                 | Alberto de Casso                               |
| 2009 | Bagdad, ciudad del miedo                           | César López Llera                              |
| 2010 | Cuchillos de papel (En un rincón de la fortuna)    | Jorge Márquez                                  |
| 2011 | 20604 Europa                                       | Marisa Esteban González                        |
| 2012 | -----                                              | -----                                          |
| 2013 | Shakespeare nunca estuvo aquí                      | Yolanda García Serrano y Juan Carlos Rubio     |
| 2014 | Muladar                                            | Pablo Remón Magaña y Daniel Remón Magaña       |
| 2015 | Fascinación                                        | Helena Tornero                                 |
| 2016 | Furiosa Escandinavia                               | Antonio Rojano                                 |
| 2017 | Los otros                                          | Borja Ortiz de Gondra                          |
| 2018 | Lo inevitable                                      | José Luis Busto González                       |
| 2019 | Budapest, un silencio atronador                    | Víctor Iriarte                                 |
| 2020 | -----                                              | -----                                          |
| 2021 | Impunidad                                          | Paco Gámez                                     |
| 2022 | La Protagonista                                    | Mélanie Werder Avilés                          |